# Green (golf)
|  | Sammenskrivningsforslag Artiklen Green (golf) er foreslået føjet ind i Golfbane. (Siden juli 2014) Diskutér forslaget |

 For alternative betydninger, se Green. (Se også artikler, som begynder med Green)
En Green, også kaldet putting green, er et lille, kortklippet græsområde, der omringer flaget på en golfbane. Den kan svinge meget i sværhedsgrad, ud fra størrelse og niveauforskelle.
- Wikimedia Commons har flere filer relateret til Green (golf)